# Michajlovka (Oblast' di Irkutsk)
Michajlovka (in russo Михайловка?) è un insediamento di tipo urbano della Russia, situato nell'Oblast' di Irkutsk.